# Lovely Rita
«Lovely Rita» és una cançó dels Beatles de l'àlbum Sgt. Pepper's Lonely Hearts Club Band, escrita i cantada per Paul McCartney però acreditada a Lennon-McCartney. Aparentment és sobre l'amor que el cantant sent per una assistent de trànsit (meter-maid).

## Origen de la lletra
La cançó donà més "evidència" a la remor famosa durant els anys de popularitat dels Beatles que McCartney estava mort i havia estat reemplaçat per un doble. Es va especular que la melodia narrava el moment en el qual McCartney va ser distret mentre conduïa, la qual cosa va ocasionar un accident i la seva mort. En realitat la cançó es va originar en un esdeveniment diferent: una oficial de trànsit li va assignar a McCartney una multa d'estacionament fora de Abbey Road Studios. En lloc d'enutjar-se, McCartney va acceptar la multa graciosament, i va expressar els seus sentiments (sarcàsticament) en aquesta melodia. Quan se li va preguntar per què la va anomenar "Rita", McCartney va respondre: "Doncs, ella em va semblar ser una Rita".

## Instrumentació
La instrumentació de Ringo Starr en aquesta cançó és molt progressiva. Els sorolls estranys durant la cançó van ser fets per John Lennon, George Harrison i Paul McCartney, qui tocaven un instrument dissenyat per ells, el qual estava fet d'una pinta i paper. El terme meter maid, una paraula nord-americana que es refereix a una oficial de trànsit femenina, era desconegut a Gran Bretanya abans de la creació de la cançó. George Martin va tocar un solo de piano per al tema.

## Personal
Segons Ian McDonald.
The Beatles
- Paul McCartney: veu principal i de suport, piano, baix, pinta i paper de seda
- John Lennon: veu de suport, percussió vocal, guitarra rítmica acústica, pinta i paper de seda
- George Harrison: veu de suport, guitarra rítmica acústica, pinta i paper de seda
- Ringo Starr: bateria, pinta i paper de seda

Músic addicional
- George Martin: piano (solo)